# Regent Sky
Die Regent Sky war ein unvollendetes Kreuzfahrtschiff, das 1979 als Stena Baltica für Stena Line bestellt wurde.

## Geschichte
Das Schiff wurde 1979 von der Stena Line als viertes einer Serie von vier baugleichen Schiffen bestellt. Nachdem es zu verschiedenen Problemen mit der Bauwerft gekommen war, stornierte Stena Line 1986 den Bau, der als Stena Baltica hätte in Fahrt kommen sollen. Teile des im Bau befindlichen Schiffes wurden zurückgebaut und diverse Ausrüstungsgegenstände und Maschinenteile verkauft.
1989 wurde der Rohbau des Schiffes an Regency Cruises in Griechenland verkauft. Regency Cruises wollte das Schiff zum Kreuzfahrtschiff umbauen lassen. Nach einigen Arbeiten am Schiff fand im Juni 1990 der Stapellauf des weiterhin unvollendeten Schiffes statt, das Schiff wurde in Regent Sky umbenannt. 1991 wurde das Schiff nach Griechenland geschleppt, wo es von der Avlis-Werft in Perama vollendet werden sollte. 1994 wurde es verlängert. Nachdem Regency Cruises den Geschäftsbetrieb 1995 eingestellt hatte, wurde das zu etwa 60 Prozent fertiggestellte Schiff Ende 1996 von der National Bank of Greece übernommen. 1999 wurde der Rohbau an Sea Nomad Maritime Inc. verkauft. Im Dezember 2007 wurde das Schiff an Jay Management Co. verkauft, die das Schiff als Zoe in Fahrt bringen wollten, im Oktober 2008 wurde es dafür umbenannt. Im Juli 2011 wurde es schließlich in einer türkischen Abwrackwerft verschrottet.

## Schwesterschiffe
- Stena Vision
- Stena Spirit
- El. Venizelos